# مانويل سانشيز (لاعب كرة قدم إسباني)
مانويل سانشيز (بالإسبانية: Manuel Sánchez Palomeque)‏ (1967 في إسبانيا - ) هو مدرب كرة قدم ولاعب كرة قدم إسباني في مركز الوسط. لعب مع ريال مورسيا ونادي سالامانكا ونادي سبتة ونادي كارتاخينا وCartagena FC ‏.

## وصلات خارجية
- مانويل سانشيز على موقع قاعدة بيانات كرة القدم.إي يو (الإنجليزية)